# Чжан Тайлэй
Чжан Тайлэ́й (кит. трад. 張太雷, упр. 张太雷, пиньинь Zhāng Tàiléi; июнь 1898, Чанчжоу — 12 декабря 1927, Гуанчжоу) — деятель Коммунистической партии Китая, руководитель Гуанчжоуского восстания 1927 года.

## Биография
Родился в уезде Уцзинь Чанчжоуской управы провинции Цзянсу, в семье служащего. В 1919 году окончил Бэйянский университет в Тяньцзине. В этом же году вместе с Цюй Цюбо и Юй Дайином принимал активное участие в «Движении 4 мая». В 1920 году вступил в коммунистический кружок и стал одним из основателей Социалистического союза молодёжи Китая.
Член КПК с 1921. В качестве делегата КПК принимал участие в Третьем конгрессе Коминтерна. В своём докладе на конгрессе, в частности, отзывался о хунхузах как о «боевом революционном материале», с помощью которого следует «развивать по стране широкое партизанское движение». Провёл несколько лет на партийной учёбе в СССР, встречался с Лениным.
На III съезде КПК поддержал директиву Коминтерна об индивидуальном вступлении коммунистов в Гоминьдан и позднее активно участвовал в создании единого антиимпериалистического фронта КПК и Гоминьдана, в частности, проделал большую работу по реорганизации гоминьдановской организации в Шанхае. В августе 1923 вошёл в состав делегации во главе с Чан Кайши, направленной Сунь Ятсеном в СССР для изучения советского опыта и проведения военно-политических переговоров.
С 1925 стал кандидатом в члены ЦК КПК, с мая 1927 — членом ЦК КПК. Участвовал в Наньчанском восстании 1927 года. На нелегальном совещании руководящих работников КПК в Ханькоу, созванном в июле 1927 г. после снятия Чэнь Дусю с поста генсека КПК, вошёл в состав Постоянного комитета Временного политбюро ЦК КПК (но месяц спустя не был включён в новый состав этого органа) и назначен секретарём Гуандунского провинциального комитета КПК. Новое руководство КПК пересмотрело тактику политического отступления и взяло курс в сторону контрнаступления на Гоминьдан.
Являлся главным организатором Кантонского восстания в декабре 1927 года. 12 декабря во время возвращения с митинга погиб в бою с контрреволюционерами (на посту руководителя восстания его сменил Е Тин).